# Xylopsocus castanoptera
Xylopsocus castanoptera is een keversoort uit de familie boorkevers (Bostrichidae). De wetenschappelijke naam van de soort is voor het eerst geldig gepubliceerd in 1850 door Fairmaire.